# 青森自動車道
青森自動車道（日语：／ Aomori jidōshadō */?）是日本青森縣青森市青森交流道至青森東交流道的高速公路（高速自動車國道）。略稱為青森道（日语：／ Aomoridō */?）。高速公路編號與八戶自動車道、百石道路、第二陸奧收費道路、上北自動車道、陸奧收費道路共同編為「E4A」。

## 概要
青森自動車道是在青森系統交流道與東北自動車道分岐出的東北縱貫自動車道八戶線的青森東交流道以西區間道路名稱，最初預定為東北自動車道的一部份。
未來將與東北縱貫自動車道八戶線（基本計劃區間）連接，經上北自動車道、第二陸奧收費道路、百石道路，連接至八戶自動車道。雖然未與陸奧收費道路直接連接，但可透過青森東交流道往來。
里程與交流道編號都以川口系統交流道為基準，因此起點青森系統交流道沒有0公里里程標，交流道編號也非1號。
此外，青森道沒有服務區或停車區，而包含青森道在內的所有青森縣高速道路服務區或停車區都沒有加油站，因此從青森道來往東北道僅能到東北道上行的花輪服務區或東北道下行的岩手山服務區加油。

## 交流道
- 全線都位於青森縣青森市內。
- 交流道（IC）編號欄的背景色為■顯示該部分道路已經啟用，設施名稱欄的背景色為■顯示該部分設施尚未啟用，未通車路段名稱皆為臨時名稱。

| E4 東北自動車道                                |                    |  |   |                            |      |       |                                       |
|                                                | 青森系統交流道     |  |   | 東北自動車道               | 0.0  | 677.4 | 青森交流道無法直通青森道              |
| 55                                             | 青森中央交流道     |  |   | 國道7號（青森環狀道路）    | 6.1  | 683.5 |                                       |
| -                                              | 青森中央本線收費站 |  | / |                            | 6.2  | 683.6 | 公路收費站                            |
| -                                              | 救護車緊急出口通道 |  | / |                            | ↓    | ↓     | 連接青森縣立中央醫院 一般車輛不可使用 |
| 56                                             | 青森東交流道       |  |   | 青森縣道47號青森東交流道線 | 15.6 | 693.0 | 陸奧收費道路青森瀧澤出入口附近        |
| E4A 陸奧收費道路方向（東北縱貫自動車道八戶線） |                    |  |   |                            |      |       |                                       |

## 歷史
- 2003年9月28日：青森交流道 - 青森東交流道通車。
- 2005年10月1日：隨著日本道路公團民營化，成為東日本高速公路的管理路線。
- 2010年2月2日：全線被指定為高速公路免費化社會實驗的對象区間。
- 2010年6月28日：全線開始實施高速公路免費化社會實驗[4]。
- 2011年6月19日：政府為了確保在2011年3月11日發生的東北地方太平洋沖地震（東日本大震災）的復興費用，全線正在實施的免費化社會實驗中止，往後的社會實驗也暫時凍結，因此本道路再度收費。
- 2011年6月20日：全線實施針對支援東日本大震災的受害者，支援復興、復舊支援為目的之部分車輛免通行費的措施。
- 2012年3月31日：前述優惠措施結束。

## 路線狀況

### 道路管理者
- 東日本高速公路 東日本高速道路東北支社（日语：東日本高速道路東北支社）
  - 青森管理事務所 : 全線

### 車道與速限
| 區間                      | 車道數 上下線=上行線+下行線 | 速限   | 備考                                   |
| ------------------------- | --------------------------- | ------ | -------------------------------------- |
| 青森交流道 - 青森東交流道 | 2=1+1 (暫定2車線)           | 70km/h | 青森系統交流道、森東交流道附近為40km/h |

### 交通量
24小時交通量（台）　道路交通調查
| 區間                            | 平成17（2005）年度 | 平成22（2010）年度 | 平成27（2015）年度 |
| ------------------------------- | ------------------ | ------------------ | ------------------ |
| 青森系統交流道 - 青森中央交流道 | 5,429              | 6,817              | 5,993              |
| 青森中央交流道 - 青森東交流道   | 1,870              | 5,378              | 2,290              |

（來源：「平成22年度道路交通センサス （页面存档备份，存于）」・「平成27年度全国道路・街路交通情勢調査 （页面存档备份，存于）」（國土交通省網頁））
- 平成22年度的調査期間中，全線正在實行高速公路免費化社會實驗。
- 令和2年度預定實施的交通量調査因嚴重特殊傳染性肺炎的影響而延期[5]。

## 地理

### 連接高速公路
- E4 東北自動車道（於青森系統交流道連接）

### 通過自治體
- 青森縣青森市

## 來源
1. ↑  . 国土交通省.   [2020-11-20]. （原始内容存档于2022-06-27）.
2. ↑  . 東日本高速道路.   [2014年2月22日]. （原始内容存档于2014年9月13日）.
3. ↑  未直通。
4. ↑  .   [2018-06-29]. （原始内容存档于2018-10-02）.
5. ↑   (PDF). 国土交通省 道路局. 2020-10-14  [2021-05-09]. （原始内容 (PDF)存档于2022-03-27）.

## 相關項目
- 日本高速公路列表
- 東北地方道路列表（日语：東北地方道路一覽）

## 外部連結
- 東日本高速道路株式会社 （页面存档备份，存于）
  - e-NEXCOドライブプラザ 高速料金検索 （页面存档备份，存于）